# 813
813 (DCCCXIII) fue un año común comenzado en sábado del calendario juliano, en vigor en aquella fecha.

## Acontecimientos
- Se "descubren" los restos del Apóstol Santiago y se comienza a construir la catedral de Santiago de Compostela (Galicia). Por tal descubrimiento se considera el año de nacimiento del Camino de Santiago como tal.
- Carlomagno nombra a su hijo Ludovico Pío coemperador de los francos.
- Los búlgaros capturan Adrianópolis.
- Al-Mamun, califa Abbasí.
- Al-Mamun abre la Escuela de Astronomía de Bagdad.
- Se produce la batalla de Mallorca.

## Fallecimientos
- Muhammad ibn Harun al-Amin califa Abbasí.